# Roberto Pompei
Roberto Carlos Pompei (Buenos Aires, 14 de maig de 1970) és un exfutbolista argentí, que ocupava la posició de migcampista.
Al llarg de la seua carrera, Pompei ha militat en nombrosos conjunts del seu país, destacant el pas per Boca Juniors o Racing d'Avellaneda. Entre 1997 i 2000 va militar al Reial Oviedo, de la lliga espanyola, sent titular al club asturià.